# سیارک ۳۲۴۳
سیارک ۳۲۴۳ (به انگلیسی: 3243 Skytel، نامگذاری:1980DC) سه هزار و دویست و چهل و سومین سیارک کشف شده‌است که در ۱۹ فوریه ۱۹۸۰ کشف شد.
قدر مطلق سیارک برابر ۱۲٫۴۰ است.